# Rivière Authier
Rivière Authier är ett vattendrag i Kanada.   Det ligger i provinsen Québec, i den sydöstra delen av landet, 400 km nordväst om huvudstaden Ottawa. Rivière Authier ligger vid sjön Petit lac Mago.
I omgivningarna runt Rivière Authier växer i huvudsak blandskog. Trakten runt Rivière Authier är nära nog obefolkad, med mindre än två invånare per kvadratkilometer.